# Molinara
Molinara község (comune) Olaszország Campania régiójában, Benevento megyében.

## Fekvése
A megye északkeleti részén fekszik, 80 km-re északkeletre Nápolytól, 20 km-re északkeletre a megyeszékhelytől. Határai: Foiano di Val Fortore, San Giorgio La Molara és San Marco dei Cavoti.

## Története
A település első említése 1118-ból származik. A következő századokban nemesi birtok volt. A 19. században nyerte el önállóságát, amikor a Nápolyi Királyságban felszámolták a feudalizmust. Korabeli épületeinek nagy része elpusztult az 1962-es és 1980-as földrendgésekben.

## Népessége
A népesség számának alakulása:

## Főbb látnivalói
- Santa Maria dei Greci-templom
- San Rocco-templom